# Las mil y una noches (musical)
Las mil y una noches, el musical es una comedia musical argentina del grupo Pepe Cibrián-Ángel Mahler inspirada en el escrito oriental homónimo, adaptado por Pepe Cibrián y con música original de Ángel Mahler. Fue producida por Tito Lectoure y presentada en enero de 2001 en el estadio Luna Park, con un elenco de 102 personas y orquesta en vivo. El valor de la puesta en escena superó ampliamente el millón de dólares y contó con tecnología estadounidense, siendo uno de los espectáculos más caros presentados en Argentina.
Fue protagonizada por Juan Rodó (Solimán), Georgina Frere (Elena/Scherezade) y Claudia Lapacó (Feyza). En el año 2004 se estrenó una nueva versión en el teatro Ópera de Buenos Aires con un elenco de 50 personas,
protagonizado por Juan Rodó (Solimán), Georgina Reynaldi (Elena/Sherezade) y Luz Yacianci (Feyza) y orquesta en vivo.
El costo de puesta en escena se redujo considerablemente al quitar la escenografía monumental de la anterior puesta. En el año 2009 se hizo una gira nacional por toda la argentina de la segunda versión protagonizada por Emiliano Jaime (Solimán),
Sol Montero (Elena/Scherezade) y Pamela Tello (Feyza). En el año 2010 se reestrenó en Buenos Aires la última versión en el teatro "El Nacional" de Buenos Aires, con los mismos protagonistas que en el año 2001.
"Las Mil y una Noches" editó tres CD, grabados en estudios La Isla, uno doble, donde se puede escuchar la obra completa (año 2001) y dos simples (años 2004 y 2010). Los tres cuentan con la voz principal de Juan Rodó.

## Elenco

### 2001
- Solimán: Juan Rodó
- Elena/Scherezade: Georgina Frere
- Feyza: Claudia Lapacó
- Zoraida: Tiki Lovera.
- Leila: Martha Galve.
- Ahmed: Ricardo Bangueses.
- Mustafá: Víctor Alejo.
- Mansueto de Francesco: Damián Iglesias.
- Zakir: Facundo Abraham.
- Pueblo, eunucos, concubinas, prisioneros y guerreros:

Giselle Dufour, Facundo Abraham, Christian Alladio, Sebastián Angulegui, Fernando Avalle, Verónica Benedetto, Sebastián Bignone, Romina Blank, Nemis Suarez, Hernan Boglione, Damiana Cadirola, Sabrina Carranza, Claudio Casais, Karina Chaparro, María Del Pilar Cisternas, Mónica D’Agostino, Ignacio De Santis, Vanesa Dorrego, Pablo Forli, Roxana Fraschini, Leandro Gazzia, Alejandro Guevara, Damián Iglesias, Laura Montini, Julián Pucheta, Carolina Ramírez, Martín Repetto, Martín Sacco, Martín Selle, Gabriela Steckiewicz, Sebastián Suñe, Marcelo Sycz, Giselle Takakuwa, Guillermo Tort, Alejandro Vázquez, Verónica Vázquez, Martín Wintencamp, Yazmin Kwist, Ana Fontán

### 2004
- Solimán: Juan Rodó.
- Elena/Scherezade: Georgina Reynaldi.
- Feyza: Luz Yacianci.
- Leila: Karina Sáez.
- Mustafá: Martín Selle.
- Embajador: Carlos Pérez.
- Vendedora de esclavos: Lorena García Pacheco.
- Bribón: Roberto Peloni
- Pueblo, eunucos, concubinas, esclavos y corte: Juan Manuel Auli, Diego Basile, Nicolás Bertoloto, Carlos Bernal, Víctor Caminos, Alexis Losada, Omar Luzi, Carlos Pérez, Javier Ruiz, Nicolás Tarrabonelli, Bárbara Bertone, Julieta Cancelli, Gabriela Duarte, Ivana González, María Cruz Miraigla, Florencia Mouche, Vanes Parrado, Laura Piragine, Sol Sanfelice, Romina Zamboni, Roberto Peloni, Gastón Avendaño, Cynthia Arévalo, Bettiana Bueno, Pamela Tello, Alejandro Poggio, Alejando Gallo Gosende, Maria Pastore Camino, Janina Levin, Matías Rivero, Lali Loyden, Yanina Fernandez, Emiliano Fernandez, Carolina Gomez, Lorena García Pacheco, Fernanda Morono, Belén Fraile, Lucas Arbues.

### Gira nacional 2009
- Solimán: Emiliano Jaime.
- Elena/Scherezade: Sol Montero.
- Feyza: Pamela Tello.
- Leila: Lorena Terranova.
- Mustafá: Pablo Carayani.
- Embajador: Nicolás Bertolotto.
- Elenco: Emanuel Perrini, Nicolás Taraborrelli, Maximiliano Marcolongo, Laura Fernández, Érica Núñez, Brenda Bonotto, Carolina Tunessi.

### 2010
- Feyza: Claudia Lapacó
- Solimán: Juan Rodó
- Elena/Scherezade: Georgina Frere
- Leila: Laura Piruccio.
- Mustafá: Diego Duarte Conde.
- Embajador: Nicolás Bertolotto.
- Ensamble: Priscila Casagrande, Braian Arévalo, José Luis Bartolilla, Mauro García, Eluney Zalazar, Angelina Otero, Andrés Crisafulli, Evangelina Sellan, Ania Bocchetti, Mariano Díaz, Gabriel Rodríguez, Penélope Bahl, Carolina Terraf, Samanta Mustafá, Carolina Manfredi, Anabella Montes, Marina Arnaudo, José Nualart, Mayra García, Erika Núñez, Sebastián Villagra, Carolina Tunessi, Menelik Cambiaso, Lucila Gait, Pablo Rodríguez, Emanuel Perrini, Rodrigo Rivero, Juan Pablo Keuz.